# Ligier JS31
La Ligier JS31 è una vettura da Formula 1 realizzata dalla Ligier per la stagione 1988.

## Sviluppo
La JS31 costituì la prima vettura che non impiegava un propulsore turbo realizzata dalla squadra francese.

## Tecnica
La vettura venne progettata da Michel Tétu e Michel Beaujon ed era equipaggiata con un propulsore Judd 3.5 CV V8 aspirato gestito da un cambio Ligier a sei velocità manuale. Il telaio era in configurazione monoscocca realizzato in carbonio e kevlar, mentre le sospensioni erano indipendenti. A causa della mancanza di un adeguato carico aerodinamico, la vettura incontrò notevoli difficoltà nel competere contro le altre vetture.
Caratteristica della vettura era la posizione del motore molto avanzata, immediatamente dietro le spalle del pilota con il serbatoio di benzina diviso in due parti una delle quali posizionata tra il motore e il cambio. Soluzione che si rivelò fallimentare.

## Attività sportiva
Come piloti vennero ingaggiati René Arnoux e Stefan Johansson. La stagione fu un disastro, in quanto si registrarono numerosi ritiri e in alcune gare le auto non riuscirono nemmeno a qualificarsi nelle pre-qualifiche. I migliori risultati furono registrati dal pilota svedese, il quale conseguì due noni posti in Brasile e Australia.